# Dar Chioukh
Dar Chioukh (în arabă دار الشيوخ) este o comună din provincia Djelfa, Algeria.
Populația comunei este de 30.372 de locuitori (2008).